# Джонсон, Стив (теннисист)
Стив (Стиви) Джонсон-младший (англ. Steve "Stevie" Johnson Jr.; род. 24 декабря 1989 года в Ориндже, США) — американский теннисист; бронзовый призёр Олимпийских игр 2016 года в парном разряде с Джеком Соком; победитель шести турниров АТР (из них четыре в одиночном разряде).

## Общая информация
Стив — один из двух детей Мишель и Стива Джонсона-старшего; его сестру зовут Элисон. Отец уроженца Оринджа — был при жизни тренером по теннису в Rancho San Clemente Tennis and Fitness Club (умер в мае 2017 года), мать — профессор математики.
Любимое покрытие — хард, любимый турнир — Индиан-Уэлс. Кумирами в мире тенниса в детстве называет соотечественников Пита Сампраса и Андре Агасси.
После недолгой и не слишком успешной карьеры в юниорском теннисе Стив-младший поступил в Университет Южной Калифорнии, а чуть позже стал играть за него в теннисной лиге NCAA. Вскоре Джонсон добился немалых успехов в этом соревновании, дважды (в 2011 и 2012 годах) став победителем мужского одиночного разряда в рамках высшей лиги этого турнира.

## Спортивная карьера

### Начало карьеры
В июле 2010 года Джонсон выиграл квалификационный отбор на турнир в Лос-Анджелесе и впервые сыграл на основных соревнованиях АТП-тура. Дебют на взрослом турнире из серии Большого шлема у Стива состоялся в августе 2011 года, когда он получил специальное приглашение на Открытый чемпионат США. В сентябре того же года он выиграл первые титулы на турнирах из серии серии «фьючерс». В ноябре он взял первый трофей на турнирах серии «челленджер» в парном разряде.
В августе 2012 года Джонсон выиграл «челленджер» и в одиночном разряде, победив на соревнованиях в Аптосе. На Открытом чемпионате США в том сезоне он смог выйти в третий раунд. В феврале 2013 года на турнире в Сан-Хосе Стив первый раз вышел в четвертьфинал АТП. В июне он победил на «челленджере» в Ноттингеме, который проводился на траве. После этого успеха американский теннисист впервые в карьере поднялся в топ-100 мирового одиночного рейтинга.
В январе 2014 года Джонсон вышел в четвертьфинал на турнире в Окленде. В феврале того же года он выиграл ещё один «челленджер» в Далласе и смог выйти в полуфинал турнира АТП в Делрей-Бич. В апреле Стив выиграл «челленджер» в Ле-Госье. В июне он сыграл в четвертьфинале на турнире в Халле, а в июле в Ньюпорте. На турнире в Атланте Стив сыграл в парном финале в дуэте с Сэмом Куэрри. В августе на турнире в Вашингтоне Джонсон достиг ещё одного четвертьфинала. К концу месяца он смог уже подняться в топ-50 в мировом рейтинге. Лучшим результатом в осенней части сезона 2014 года стал выход в 1/4 финала в Токио.

### 2015—2017
Сезон 2015 года Джонсон начал с выхода в четвертьфинал в Окленде и впервые выхода в третий раунд Открытого чемпионата Австралии. В феврале он дважды вышел в четвертьфинал на турнирах в Мемфисе и Делрей-Бич. В следующем в сезоне Большом шлеме — Открытом чемпионате Франции Стив также доиграл до стадии третьего раунда. В августе на турнирах в Вашингтоне и Уинстон-Сейлеме он смог пройти в полуфинал. На Открытом чемпионате США он смог выйти в 1/2 финала в парном разряде, где выступал совместно с Сэмом Куэрри. В сентябре Джонсон получил первый вызов в сборную США в розыгрыше Кубке Дэвиса и помог ей сохранить место в мировой группе на следующий сезон, переиграв с партнёрами команду Узбекистана. В октябре на зальном турнире в Вене Джонсон впервые вышел в одиночный финал Мирового тура. В матче за титул он выиграл первый сет, но затем проиграл два оставшихся первому номеру посева на турнире Давиду Ферреру (6-4, 4-6, 5-7) и не смог выиграть трофей. Стив завершил сезон выходом в полуфинал на турнире в Валенсии. По его итогам он занял в рейтинге 32-ю строчку.
На Открытом чемпионате Австралии 2016 года Джонсон вышел в третий раунд. В феврале он сыграл в парном финале на соревнованиях в Мемфисе, попав туда в дуэте с Куэрри. В мае сотрудничество с Куэрри в парном разряде принесло успех. Джонсон со своим партнёром смог выиграть парный приз грунтового турнира в Женеве. Спустя месяц, 25 июня Стив завоевал первый в карьере титул АТП и в одиночном разряде. В финале турнира на траве в Ноттингеме был побежден уругваец Пабло Куэвас (7-6(5) 7-5). Набравший неплохую форму Джонсон продолжил улучшать свои пиковые результаты и на Уимблдонском турнире, где впервые на Большом шлеме вышел в четвёртый раунд. Путь в четвертьфинал ему преградил знаменитый теннисист Роджер Федерер. В июле Джонсон достигает 21-е места в мировом рейтинге. В августе он вышел в полуфинал турнира в Вашингтоне и сыграл Олимпиаде, которая проводилась в Рио-де-Жанейро. Здесь он смог выйти в четвертьфинал в одиночном турнире, где его обыграл Энди Маррей, ставший в итоге Олимпийским чемпионом. Но свою медаль Джонсон смог увезти с Олимпиады. Он стал бронзовым призёром в парном разряде, выступив в альянсе с Джеком Соком. После Олимпиады на турнире серии Мастерс в Цинциннати Стив вышел в четвертьфинал.
В январе 2017 года Джонсон вышел в полуфинал турнира в Окленде. В феврале он совместно с Райном Харрисоном достиг парного финала в Мемфисе. В апреле Стив выиграл свой второй одиночный титул АТП, завоевав его на грунте турнира в Хьюстоне. В решающем матче он обыграл Томаса Беллуччи — 6-4, 4-6, 7-6(5). На кортах Ролан Гаррос и Уимблдона Джонсон вышел в стадию третьего раунда. В августе он сыграл в четвертьфинале турнира в Уинстон-Сейлеме, а на Открытом чемпионате США проиграл во втором раунде. В октябре на турнире в Токио в матче первого раунда Джонсон смог переиграть № 7 в мире Доминика Тима в трёх сетах. В целом он вышел в четвертьфинал.

### 2018—2020
В феврале 2018 года на турнире в Делрей-Бич Стив сумел дойти до полуфинала. В апреле он выиграл титул на грунте в Хьюстоне, в финале обыграв соотечественника Тенниса Сандгрена. В мае удалось выйти в полуфинал турнира в Женеве. На Ролан Гаррос Джонсон единственный раз в сезоне прошёл в третий раунд Большого шлема. В июле он завоевал второй титул — на траве в Ньюпорте, в финале обыграв индуса Рамкумара Раманатана в трёх сетах. В августе американец дошёл до финала на турнире в Уинстон-Сейлеме, где проиграл россиянину Даниилу Медведеву. Затем на Открытом чемпионате США он вышел во второй раунд. После этого у Джонсона начался спад, до конца года он не выиграл ни одного матча.
Старт сезона 2019 года также прошёл на спаде. Первого четвертьфинала в сезоне он добился в феврале на турнире в Делрей-Бич. Следующий раз в 1/4 финала он вышел в мае на турнире в Лионе. В июле Стив сыграл на Уимблдонском турнире, где дошёл до третьего раунда, но проиграл в трёх сетах японцу Кэю Нисикори. Летом Джонсон в рейтинге стал балансировать на грани вылета из топ-100. В августе он смог несколько поправить положение в рейтинге, выиграв титул на младшей серии «челленджер» в Аптосе. На турнире уже основного тура в Уинстон-Сейлеме ему удалось выйти в полуфинал. На Открытом чемпионате США проиграл в первом раунде Нику Кирьосу в трёх сетах. В концовке сезона американец отметился выходом в финал «челленджера» в Фэрфилде. По итогам 2019 года Джонсон впервые с 2013 года не занимал место в топ-50, финишировав на 85-й строчке.
В январе 2020 года Джонсон победил на «челленджере» в Бендиго (Австралия). В феврале он в дуэте с Райли Опелкой достиг парного финала турнира в Нью-Йорке, а затем первого в сезоне четвертьфинала в одиночках в основном туре, на турнире в Делрей-Бич. В начале марта он выиграл ещё один «челленджер», который проводился в Индиан-Уэлсе.

### 2021—2024
Старт сезона 2021 года Джонсон пропустил и на первых пяти турнирах для себя в сезоне потерпел пять поражений подряд. На Открытом чемпионате Франции он выиграл первые в году матчи и прошёл в стадию третьего раунда. На Уимблдоне его результатом стал выход во второй раунд. В июле Джонсон вышел в четвертьфинал турнира в Кабо-Сан-Лукасе. На следующем турнире в Атланте ему удалось достичь парного финала в партнёрстве с Джорданом Томпсоном. В августе на турнире в Вашингтоне Джонсон смог выиграть три матча подряд и выйти в четвертьфинал. Затем он смог доиграть до ещё одного парного финала на Мастерсе в Цинциннати в команде с Остином Крайчеком. На Открытом чемпионате США Стив проиграл во втором раунде, однако в парном разряде в альянсе с Сэмом Куэрри смог достичь полуфинала.
В 2022 году Джонсон стал балансировать между первой и второй сотней рейтинга. В апреле он вышел в финал грунтового «челленджера» в Сарасоте. Лучшим результатом на Больших шлемах в том сезоне стал выход в третий раунд Уимблдонского турнира. В июле на турнире в Ньюпорте он вышел в финал в одиночках, а в парном разряде смог одержать победу в партнёрстве с Уильямом Блумбергом. В августе он вышел в четвертьфинал в Кабо-Сан-Лукасе и третий раунд в Уинстон-Сейлеме.
В 2023 году Джонсон отметился победами на двух «челленджерах». 6 марта 2024 года Джонсон завершил карьеру после поражения в первом круге квалификации «Мастерса» в Индиан-Уэлсе – 7:6(6), 6:7(10), 4:6 против Эмилио Навы.

## Рейтинг на конец года
| Год  | Одиночный рейтинг | Парный рейтинг |
| 2023 | 241               |                |
| 2022 | 110               | 154            |
| 2021 | 85                | 55             |
| 2020 | 72                | 137            |
| 2019 | 85                | 455            |
| 2018 | 33                | 89             |
| 2017 | 44                | 167            |
| 2016 | 33                | 85             |
| 2015 | 32                | 52             |
| 2014 | 37                | 101            |
| 2013 | 156               | 121            |
| 2012 | 175               | 167            |
| 2011 | 372               | 191            |
| 2010 | 636               |                |
| 2009 | 1 046             |                |
| 2008 | 1 572             |                |
| 2007 | 1 479             |                |

По данным официального сайта ATP на последнюю неделю года.

## Выступления на турнирах

### Финалы турнировATPв одиночном разряде (6)

#### Победы (4)
| Титулы                      |
| --------------------------- |
| Турниры Большого шлема (0)* |
| Итоговый турнир ATP (0)     |
| ATP Мастерс 1000 (0)        |
| АТР 500 (0)                 |
| АТР 250 (4+2)               |

| Титулы по покрытиям | Титулы по месту проведения матчей турнира |
| ------------------- | ----------------------------------------- |
| Хард (0)*           | Зал (0)                                   |
| Грунт (2+1)         | Зал (0)                                   |
| Трава (2+1)         | Открытый воздух (4+2)                     |
| Ковёр (0)           | Открытый воздух (4+2)                     |

* количество побед в одиночном разряде + количество побед в парном разряде.
| №  | Дата           | Турнир                    | Покрытие | Соперник в финале   | Счёт           |
| 1. | 25 июня 2016   | Ноттингем, Великобритания | Трава    | Пабло Куэвас        | 7-6(5) 7-5     |
| 2. | 16 апреля 2017 | Хьюстон, США              | Грунт    | Томас Беллуччи      | 6-4 4-6 7-6(5) |
| 3. | 15 апреля 2018 | Хьюстон, США (2)          | Грунт    | Теннис Сандгрен     | 7-6(2) 2-6 6-4 |
| 4. | 22 июля 2018   | Ньюпорт, США              | Трава    | Рамкумар Раманатхан | 7-5 3-6 6-2    |

#### Поражения (2)
| №  | Дата            | Турнир              | Покрытие   | Соперник в финале | Счёт        |
| 1. | 25 октября 2015 | Вена, Австрия       | Хард (зал) | Давид Феррер      | 6-4 4-6 5-7 |
| 2. | 26 августа 2018 | Уинстон-Сейлем, США | Хард       | Даниил Медведев   | 4-6 4-6     |

### Финалы челленджеров и фьючерсов в одиночном разряде (16)

#### Победы (11)
| Условные обозначения |
| Челленджеры (9+2)*   |
| Фьючерсы (2)         |

| Титулы по покрытиям | Титулы по месту проведения матчей турнира |
| ------------------- | ----------------------------------------- |
| Хард (10+2)*        | Зал (1+2)                                 |
| Грунт (0)           | Зал (1+2)                                 |
| Трава (1)           | Открытый воздух (10)                      |
| Ковёр (0)           | Открытый воздух (10)                      |

* количество побед в одиночном разряде + количество побед в парном разряде.
| №   | Дата             | Турнир                    | Покрытие   | Соперник в финале | Счёт              |
| 1.  | 18 сентября 2011 | Клермонт, США             | Хард       | Дариан Кинг       | 6-2 6-3           |
| 2.  | 25 сентября 2011 | Коста-Меса, США           | Хард       | Артём Ситак       | 6-3 6-3           |
| 3.  | 12 августа 2012  | Аптос, США                | Хард       | Роберт Фара       | 6-3 6-3           |
| 4.  | 15 июня 2013     | Ноттингем, Великобритания | Трава      | Рубен Бемельманс  | 7-5 7-5           |
| 5.  | 9 февраля 2014   | Даллас, США               | Хард (зал) | Малик Джазири     | 6-4 6-4           |
| 6.  | 6 апреля 2014    | Ле-Госье, Франция         | Хард       | Кенни де Схеппер  | 6-1 6-7(5) 7-6(2) |
| 7.  | 11 августа 2019  | Аптос, США                | Хард       | Доминик Кёпфер    | 6-4 7-6(4)        |
| 8.  | 19 января 2020   | Бендиго, Австралия        | Хард       | Стефано Травалья  | 7-6(2) 7-6(3)     |
| 9.  | 8 марта 2020     | Индиан-Уэлс, США          | Хард       | Джек Сок          | 6-4 6-4           |
| 10. | 9 июля 2023      | Блумфилд-Хилс, США        | Хард       | Михаил Кукушкин   | 6-4 6-7(7) 7-6(4) |
| 11. | 6 августа 2023   | Лексингтон, США           | Хард       | Артюр Казо        | 7-6(5) 6-4        |

#### Поражения (5)
| №  | Дата            | Турнир          | Покрытие | Соперник в финале   | Счёт           |
| 1. | 12 июня 2011    | Сакраменто, США | Хард     | Даниэль Косаковски  | 4-6 6-2 3-6    |
| 2. | 16 марта 2014   | Ирвинг, США     | Хард     | Лукаш Росол         | 0-6 3-6        |
| 3. | 18 мая 2014     | Бордо, Франция  | Грунт    | Жюльен Беннето      | 3-6 2-6        |
| 4. | 13 октября 2019 | Фэрфилд, США    | Хард     | Кристофер О’Коннелл | 4-6 4-6        |
| 5. | 17 апреля 2022  | Сарасота, США   | Грунт    | Даниэль Элахи Галан | 6-7(7) 6-4 1-6 |

### Финалы турнировATPв парном разряде (8)

#### Победы (2)
| №  | Дата         | Турнир            | Покрытие | Партнёр         | Соперники в финале        | Счёт    |
| 1. | 21 мая 2016  | Женева, Швейцария | Грунт    | Сэм Куэрри      | Равен Класен Раджив Рам   | 6-4 6-1 |
| 2. | 17 июля 2022 | Ньюпорт, США      | Трава    | Уильям Блумберг | Равен Класен Марсело Мело | 6-4 7-5 |

#### Поражения (6)
| №  | Дата            | Турнир           | Покрытие   | Партнёр         | Соперники в финале                   | Счёт              |
| 1. | 27 июля 2014    | Атланта, США     | Хард       | Сэм Куэрри      | Вашек Поспишил Джек Сок              | 3-6 7-5 [5-10]    |
| 2. | 14 февраля 2016 | Мемфис, США      | Хард (зал) | Сэм Куэрри      | Сантьяго Гонсалес Мариуш Фирстенберг | 4-6 4-6           |
| 3. | 19 февраля 2017 | Мемфис, США (2)  | Хард (зал) | Райан Харрисон  | Брайан Бейкер Никола Мектич          | 3-6 4-6           |
| 4. | 16 февраля 2020 | Нью-Йорк, США    | Хард (зал) | Райли Опелка    | Доминик Инглот Айсам-уль-Хак Куреши  | 6-7(5) 6-7(6)     |
| 5. | 1 августа 2021  | Атланта, США (2) | Хард       | Джордан Томпсон | Райли Опелка Янник Синнер            | 4-6 7-6(6) [3-10] |
| 6. | 22 августа 2021 | Цинциннати, США  | Хард       | Остин Крайчек   | Марсель Гранольерс Орасио Себальос   | 6-7(5) 6-7(5)     |

### Финалы челленджеров и фьючерсов в парном разряде (5)

#### Победы (2)
| №  | Дата           | Турнир           | Покрытие   | Партнёр       | Соперники в финале            | Счёт            |
| 1. | 13 ноября 2011 | Ноксвилл, США    | Хард (зал) | Остин Крайчек | Фредерик Нильсен Адам Хаббл   | 3-6 6-4 [13-11] |
| 2. | 3 ноября 2013  | Шарлотсвилл, США | Хард (зал) | Тим Смычек    | Джармере Дженкинс Дональд Янг | 6-4 6-3         |

#### Поражения (3)
| №  | Дата             | Турнир        | Покрытие | Партнёр     | Соперники в финале               | Счёт                 |
| 1. | 16 октября 2011  | Тибьюрон, США | Хард     | Сэм Куэрри  | Карстен Болл Крис Гуччоне        | 1-6 7-5 [6-10]       |
| 2. | 21 апреля 2013   | Сарасота, США | Грунт    | Брэдли Клан | Илья Бозоляц Сомдев Девварман    | 7-6(5) 6-7(3) [9-11] |
| 3. | 29 сентября 2013 | Напа, США     | Хард     | Тим Смычек  | Бобби Рейнольдс Джон-Патрик Смит | 4-6 6-7(2)           |